# Wald zwischen Sachsenhausen und Strang
Wald zwischen Sachsenhausen und Strang este o arie protejată (arie specială de conservare — SAC, sit de importanță comunitară — SCI) din Germania întinsă pe o suprafață de 486,62 ha, integral pe uscat.

## Localizare
Centrul sitului Wald zwischen Sachsenhausen und Strang este situat la coordonatele 50°56′37″N 9°07′14″E / 50.9436°N 9.1206°E.

## Înființare
Situl Wald zwischen Sachsenhausen und Strang a fost declarat sit de importanță comunitară în noiembrie 2004 pentru a proteja 1 specie de animale. Situl a fost protejat și ca arie specială de conservare în martie 2008.

## Biodiversitate
Situată în ecoregiunea continentală, aria protejată conține 5 habitate naturale: Lacuri eutrofice naturale cu vegetație de tip Magnopotamion sau Hydrocharition, Liziere de ierburi înalte hidrofile de câmpie și de nivel montan până la alpin, Păduri de fag Luzulo-Fagetum, Păduri de fag Asperulo-Fagetum, Păduri aluvionare cu Alnus glutinosa și Fraxinus excelsior (Alno-Padion, Alnion incanae, Salicion albae).
La baza desemnării sitului se află o specie protejată de  nevertebrate: rădașcă (Lucanus cervus).